# Séisme de 2013 au Sichuan
Un séisme  de magnitude 6,6 (7 selon le CENC) est survenu le 20 avril 2013 à 08:02 (heure chinoise) avec son épicentre localisé dans le Lushan, au Sichuan, en Chine. Le bureau chinois chargé des séismes fait état de 220 morts ou disparus et plus de 12000 blessés,. La secousse a été ressentie à Chengdu, capitale provinciale et dans la ville de Chongqing située à 359 km.

## Séisme et répliques
La secousse initiale, la plus importante, a eu lieu à 08:02 (heure locale) avec une magnitude 6,6, avec un épicentre à 15 km au nord de Ya'an (1,5 million d'habitants) suivie de nombreuses répliques durant les 36 heures suivantes, dont six répliques avec une magnitude supérieure à 5. L'épicentre se trouve le long de la faille de Longmenshan, zone de forte activité tectonique, comme pour le séisme de 2008 au Sichuan ayant causé la mort de plusieurs dizaines de milliers de personnes
| Date          | Heure (UTC) | Magnitude (USGS) | Latitude | Longitude | Profondeur |
| ------------- | ----------- | ---------------- | -------- | --------- | ---------- |
| 20 avril 2013 | 00:02       | 6,6              | 30,284°N | 102,956°E | 12,3 km    |
| 20 avril 2013 | 01:11       | 5,0              | 30,218°N | 102,876°E | 10 km      |
| 20 avril 2013 | 01:37       | 5,1              | 30,283°N | 103,001°E | 12 km      |
| 20 avril 2013 | 03:34       | 5,1              | 30,181°N | 102,928°E | 12,3 km    |
| 20 avril 2013 | 20:53       | 5,2              | 30,328°N | 103,071°E | 9,8 km     |
| 21 avril 2013 | 03:59       | 5,0              | 30,209°N | 103,032°E | 12,2 km    |
| 21 avril 2013 | 09:05       | 5,2              | 30,328°N | 102,993°E | 9,4 km     |